# Mack Calvin
Pour les articles homonymes, voir Calvin.
Mack Calvin, né le 27 juillet 1947 à Fort Worth, au Texas, est un joueur et entraîneur américain de basket-ball. Il évolue au poste de meneur.

## Palmarès
- 5 fois All-Star ABA (1971, 1972, 1973, 1974, 1975)
- Meilleur passeur ABA 1975
- 2e meilleur passeur de l'histoire de l'ABA (3 067 passes décisives) et 8e meilleur marqueur (10 620 points)
- Nommé dans la ABA All-Rookie Team 1970
- Nommé dans la ABA-All First Team 1971, 1974, 1975
- Nommé dans la ABA-All Second Team 1973